# Chesotraxus
Chesotraxus is een geslacht van kevers uit de familie  
kniptorren (Elateridae).
Het geslacht is voor het eerst wetenschappelijk beschreven in 1940 door Fleutiaux.

## Soorten
Het geslacht omvat de volgende soorten:
- Chesotraxus celebensis Fleutiaux, 1940
- Chesotraxus philippinensis Fleutiaux, 1940